# Ейрвей-Гайтс (Вашингтон)
Ейрвей-Гайтс (англ. Airway Heights) — місто (англ. city) в США, в окрузі Спокен штату Вашингтон. Населення — 10 757 осіб (2020).

## Географія
Ейрвей-Гайтс розташований за координатами 47°38′39″ пн. ш. 117°34′58″ зх. д. / 47.64417° пн. ш. 117.58278° зх. д. (47.644293, -117.582903).  За даними Бюро перепису населення США в 2010 році місто мало площу 14,58 км², уся площа — суходіл. В 2017 році площа становила 15,56 км², уся площа — суходіл.

### Клімат
| Клімат : Ейрвей-Гайтс                                                | Клімат : Ейрвей-Гайтс | Клімат : Ейрвей-Гайтс | Клімат : Ейрвей-Гайтс | Клімат : Ейрвей-Гайтс | Клімат : Ейрвей-Гайтс | Клімат : Ейрвей-Гайтс | Клімат : Ейрвей-Гайтс | Клімат : Ейрвей-Гайтс | Клімат : Ейрвей-Гайтс | Клімат : Ейрвей-Гайтс | Клімат : Ейрвей-Гайтс | Клімат : Ейрвей-Гайтс | Клімат : Ейрвей-Гайтс |
| Показник                                                             | Січ.                  | Лют.                  | Бер.                  | Квіт.                 | Трав.                 | Черв.                 | Лип.                  | Серп.                 | Вер.                  | Жовт.                 | Лист.                 | Груд.                 | Рік                   |
| Абсолютний максимум, °C                                              | 16,7                  | 17,2                  | 23,3                  | 32,2                  | 36,1                  | 40,6                  | 42,2                  | 42,2                  | 36,7                  | 30,6                  | 21,1                  | 15,6                  | 42,2                  |
| Середній максимум, °C                                                | 1,3                   | 4,2                   | 9,4                   | 14,0                  | 19,1                  | 23,2                  | 28,3                  | 28,3                  | 22,7                  | 14,4                  | 5,3                   | 0,1                   | 14,2                  |
| Середня температура, °C                                              | −1,4                  | 0,6                   | 4,6                   | 8,3                   | 12,8                  | 16,7                  | 20,9                  | 20,8                  | 15,7                  | 8,7                   | 2,1                   | −2,6                  | 9,0                   |
| Середній мінімум, °C                                                 | −4,1                  | −3,1                  | −0,2                  | 2,7                   | 6,6                   | 10,2                  | 13,5                  | 13,2                  | 8,6                   | 2,9                   | −1,2                  | −5,3                  | 3,7                   |
| Абсолютний мінімум, °C                                               | −34,4                 | −31,1                 | −23,3                 | −10                   | −4,4                  | 0,6                   | 2,8                   | 1,7                   | −5,6                  | −13,9                 | −29,4                 | −31,7                 | −34,4                 |
| Норма опадів, мм                                                     | 45                    | 34                    | 41                    | 33                    | 41                    | 32                    | 16                    | 15                    | 17                    | 30                    | 58                    | 58                    | 420                   |
| Днів з опадами                                                       | 13,4                  | 10,4                  | 11,6                  | 10,1                  | 10,2                  | 7,9                   | 5,0                   | 3,8                   | 5,1                   | 7,8                   | 13,7                  | 13,2                  | 112,2                 |
| Днів зі снігом                                                       | 8,9                   | 5,1                   | 4,1                   | 1,1                   | 0,3                   | 0                     | 0                     | 0                     | 0                     | 0,2                   | 4,7                   | 9,8                   | 34,2                  |
| Вологість повітря, %                                                 | 62.0                  | 81.5                  | 75.0                  | 66.5                  | 60.5                  | 58.0                  | 50.5                  | 45.5                  | 49.0                  | 57.0                  | 68.0                  | 81.5                  | 80.5                  |
| -------------------------------------------------------------------- | --------------------- | --------------------- | --------------------- | --------------------- | --------------------- | --------------------- | --------------------- | --------------------- | --------------------- | --------------------- | --------------------- | --------------------- | --------------------- |
| Джерело: NOAA (extremes 1881–present, percent sunshine through 2009) |                       |                       |                       |                       |                       |                       |                       |                       |                       |                       |                       |                       |                       |

## Демографія
Згідно з переписом 2010 року, у місті мешкало 6114 осіб у 1547 домогосподарствах у складі 1035 родин. Густота населення становила 419 осіб/км².  Було 1727 помешкань (118/км²).
Расовий склад населення:
| - 78,5 % — білих - 7,2 % — чорних або афроамериканців - 3,7 % — корінних американців - 3,5 % — азіатів - 0,9 % — вихідців з тихоокеанських островів - 1,8 % — осіб інших рас |

До двох чи більше рас належало 4,4 %. Частка іспаномовних становила 8,3 % від усіх жителів.
За віковим діапазоном населення розподілялося таким чином: 17,3 % — особи молодші 18 років, 77,1 % — особи у віці 18—64 років, 5,6 % — особи у віці 65 років та старші. Медіана віку мешканця становила 34,6 року. На 100 осіб жіночої статі у місті припадало 209,6 чоловіків;  на 100 жінок у віці від 18 років та старших — 244,4 чоловіків також старших 18 років.
Середній дохід на одне домашнє господарство  становив 44 426 доларів США (медіана — 36 351), а середній дохід на одну сім'ю — 50 210 доларів (медіана — 39 659). Медіана доходів становила 30 238 доларів для чоловіків та 29 241 долар для жінок. За межею бідності перебувало 24,7 % осіб, у тому числі 34,2 % дітей у віці до 18 років та 14,9 % осіб у віці 65 років та старших.
Цивільне працевлаштоване населення становило 1384 особи. Основні галузі зайнятості: мистецтво, розваги та відпочинок — 22,8 %, освіта, охорона здоров'я та соціальна допомога — 16,5 %, роздрібна торгівля — 16,0 %.